# Trachelas vitiosus
Trachelas vitiosus är en spindelart som beskrevs av Eugen von Keyserling 1891. Trachelas vitiosus ingår i släktet Trachelas och familjen flinkspindlar. Inga underarter finns listade i Catalogue of Life.